# Gerhard Schödinger

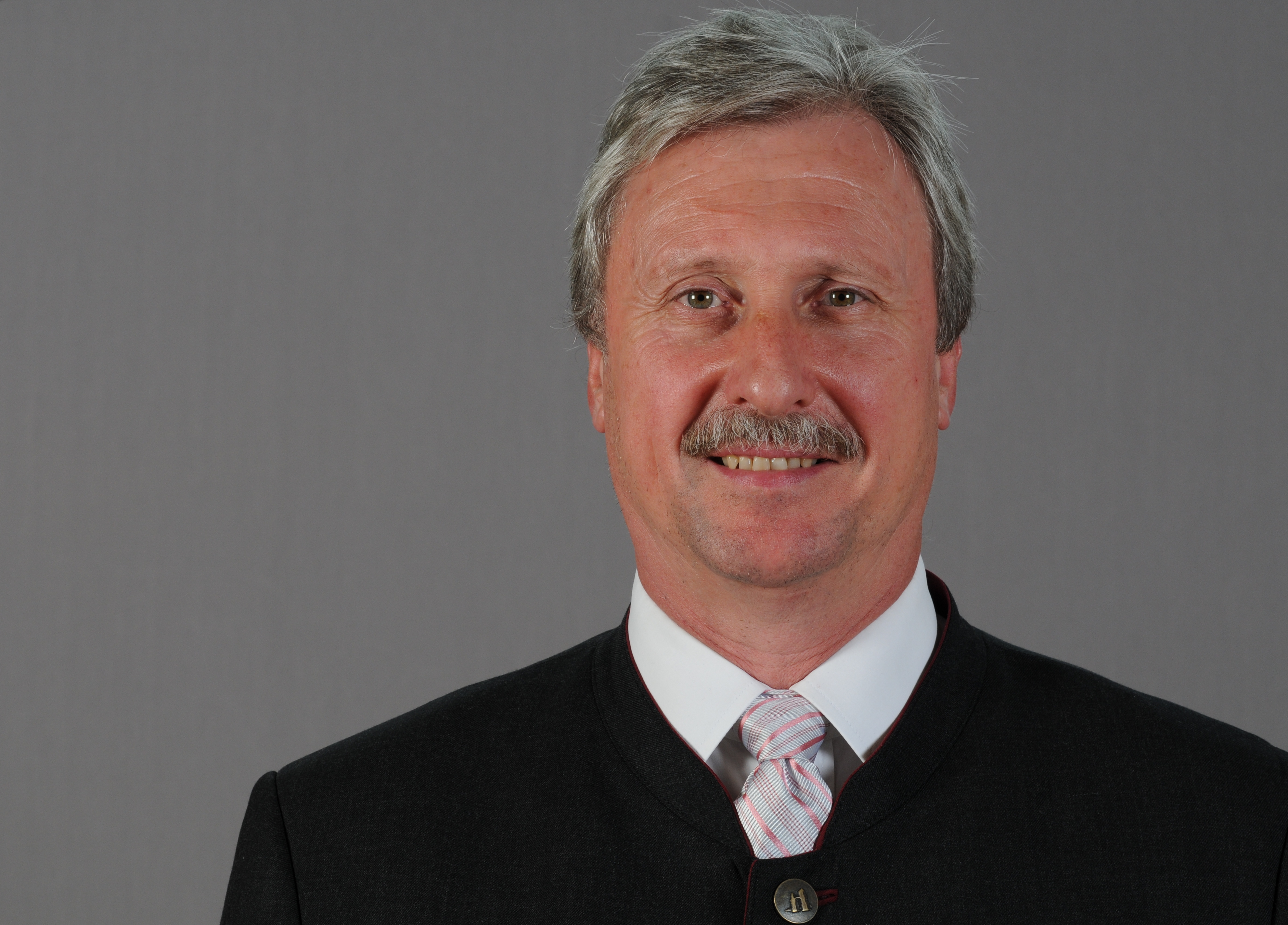
Gerhard Schödinger (2013)

Gerhard Schödinger (* 20. Dezember 1962 in Hainburg an der Donau) ist ein österreichischer Politiker (ÖVP) sowie Beamter. Er war von 2013 bis 2017 Mitglied des Österreichischen Bundesrates für Niederösterreich und von Dezember 2017 bis März 2023 Abgeordneter zum Landtag von Niederösterreich.

## Ausbildung und Beruf
Schödinger besuchte 1969 bis 1973 die Volksschule in Wolfsthal und von 1974 bis 1977 das Gymnasium in Bruck an der Leitha. Anschließend besuchte er die Landwirtschaftliche Fachschule in Obersiebenbrunn, die er 1980 mit Erfolg absolvierte. Nach einem weiteren Bildungsweg arbeitete Schödinger von August 1985 bis Oktober 1995 als Zollwachebeamter für die Finanzlandesdirektion für Wien, Niederösterreich und Burgenland. Danach war er zwischen 1995 und 2003 als Gendarmeriebeamter am Gendarmerieposten Berg sowie Hainburg an der Donau beschäftigt, bevor er zum Leiter des Polizeikooperationszentrums Österreich-Slowakei der Landespolizeidirektion Burgenland befördert wurde. Schödinger arbeitete bis 2013 in dieser Funktion und wurde bei Übernahme der Bundesratsfunktion als Beamter im Polizeidienst  freigestellt.

## Politik und Funktionen
Gerhard Schödinger war bereits früh bei der Jungen Volkspartei tätig, beendete jedoch seine politische Aktivität dann wieder. Erst 1997 kehrte er als Gemeinderat von Wolfsthal in die Politik zurück. In der Folge wurde er 1999 zum Gemeindeparteiobmann der ÖVP Wolfsthal gewählt und 2005 zum Bürgermeister der Gemeinde Wolfsthal. 2012 übernahm er die Funktion des Bezirksparteiobmannes der ÖVP Bruck an der Leitha und wurde am 24. April 2013 Bundesrat. 2007 wurde ihm der 1. Centrope-Preis für seine „jahrelangen Integrationsbemühungen und die intensive Zusammenarbeit mit der slowakischen Hauptstadt Bratislava“ verliehen. Weiters gelang ihm, die Gemeinde Wolfsthal und die benachbarte Stadt Hainburg an das städtische Busnetz der Stadt Bratislava anzuschließen. Seine sehr offene und weit über die Grenzen Österreichs bekannte Politik hat ihm und seiner Gemeinde Wolfsthal Medienberichterstattungen sogar weit über die Grenzen Europas hinaus gebracht. Als seine Ziele für den Bundesrat nennt Schödinger Mitglied des Ausschusses für die Europäische Union zu werden, um seine bisher kultivierte grenzüberschreitende Politik weiter intensivieren zu können. Im Bundesrat war er ab 2015 Vorsitzender des Ausschusses für Innere Angelegenheiten.
Im Dezember 2017 folgte Schödinger Lukas Mandl als Abgeordneter zum Landtag von Niederösterreich nach. Im Oktober 2021 wurde Otto Auer zu seinem Nachfolger als ÖVP-Bezirksparteiobmann im Bezirk Bruck an der Leitha gewählt.